# Ancistrocladus
Ancistrocladus je jediný rod čeledi Ancistrocladaceae vyšších dvouděložných rostlin z řádu hvozdíkotvaré (Caryophyllales). Jsou to liány se střídavými jednoduchými listy a drobnými pětičetnými květy, šplhající do korun stromů prostřednictvím hákovitých větévek. Rod zahrnuje asi 20 druhů a je rozšířen v rovníkové Africe a tropické Asii.

## Popis
Zástupci rodu Ancistrocladus jsou rozměrné dřevnaté liány dorůstající výšky až 20 metrů, případně šplhavé keře. Listy jsou jednoduché, střídavé, s drobnými opadavými palisty. Rostliny se zachytávají opory pomocí hákovitých vrcholků sympodiálních větví. Čepele listů jsou celiství, celokrajné, se zpeřenou žilnatinou. Na obou stranách listů jsou roztroušené drobné tečky s trichomy produkujícími voskovitý výměšek.
Květy jsou drobné, pětičetné, pravidelné až silně nepravidelné, v latách, klasech nebo vrcholících. Kalich je srostlý, pravidelný nebo zvláště za plodu silně nepravidelný. Korunní lístky jsou volné nebo srostlé jen na bázi, více či méně dužnaté. Tyčinek je 10, výjimečně jen 5, jsou přirostlé k bázi koruny. Semeník je polospodní, srostlý ze 3 plodolistů, s jedinou komůrkou a volnými čnělkami. V semeníku je jediné vajíčko. Plodem je oříšek, podepřený silně zvětšeným křídlatým kalichem.

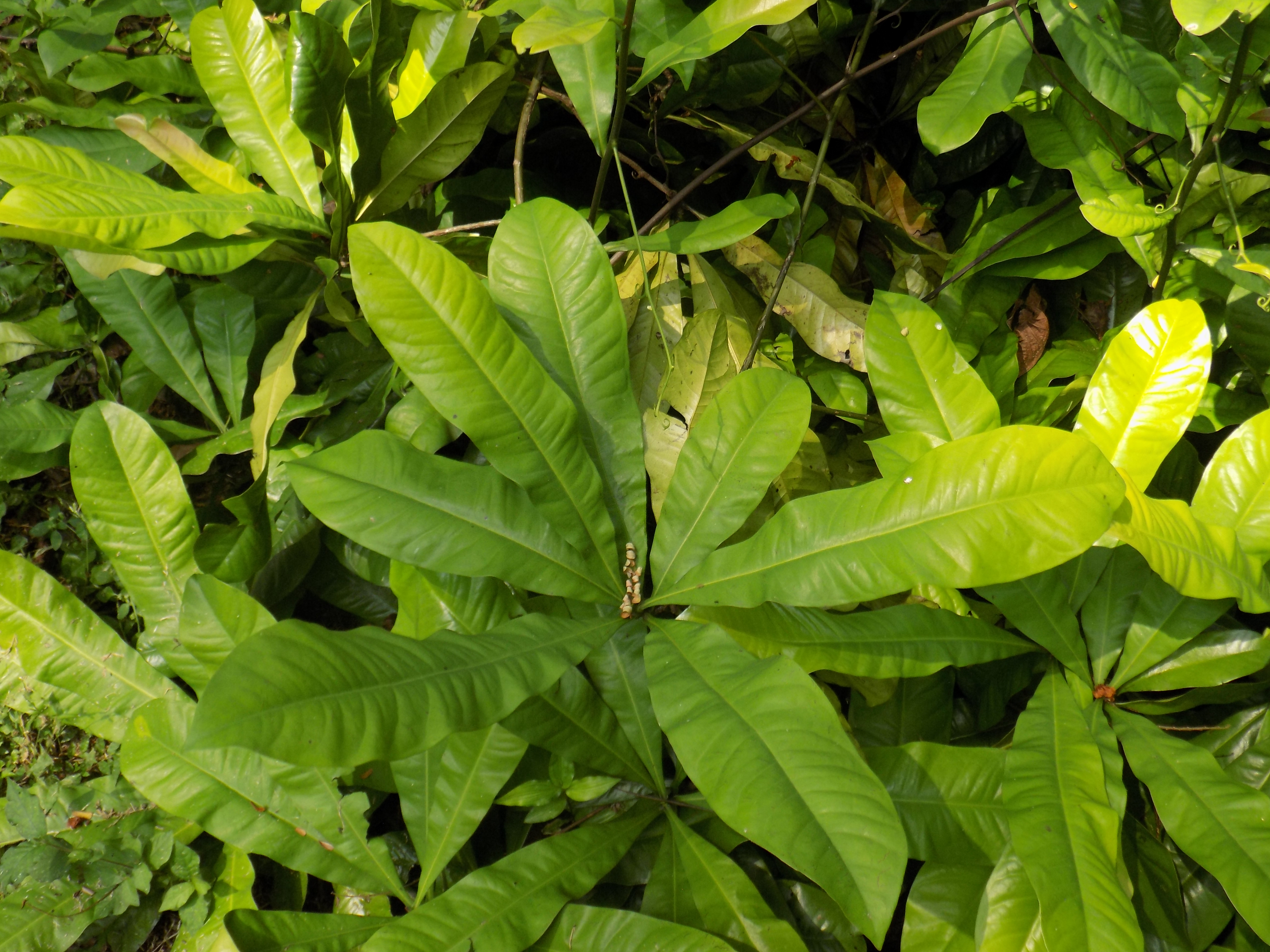
Ancistrocladus korupensis
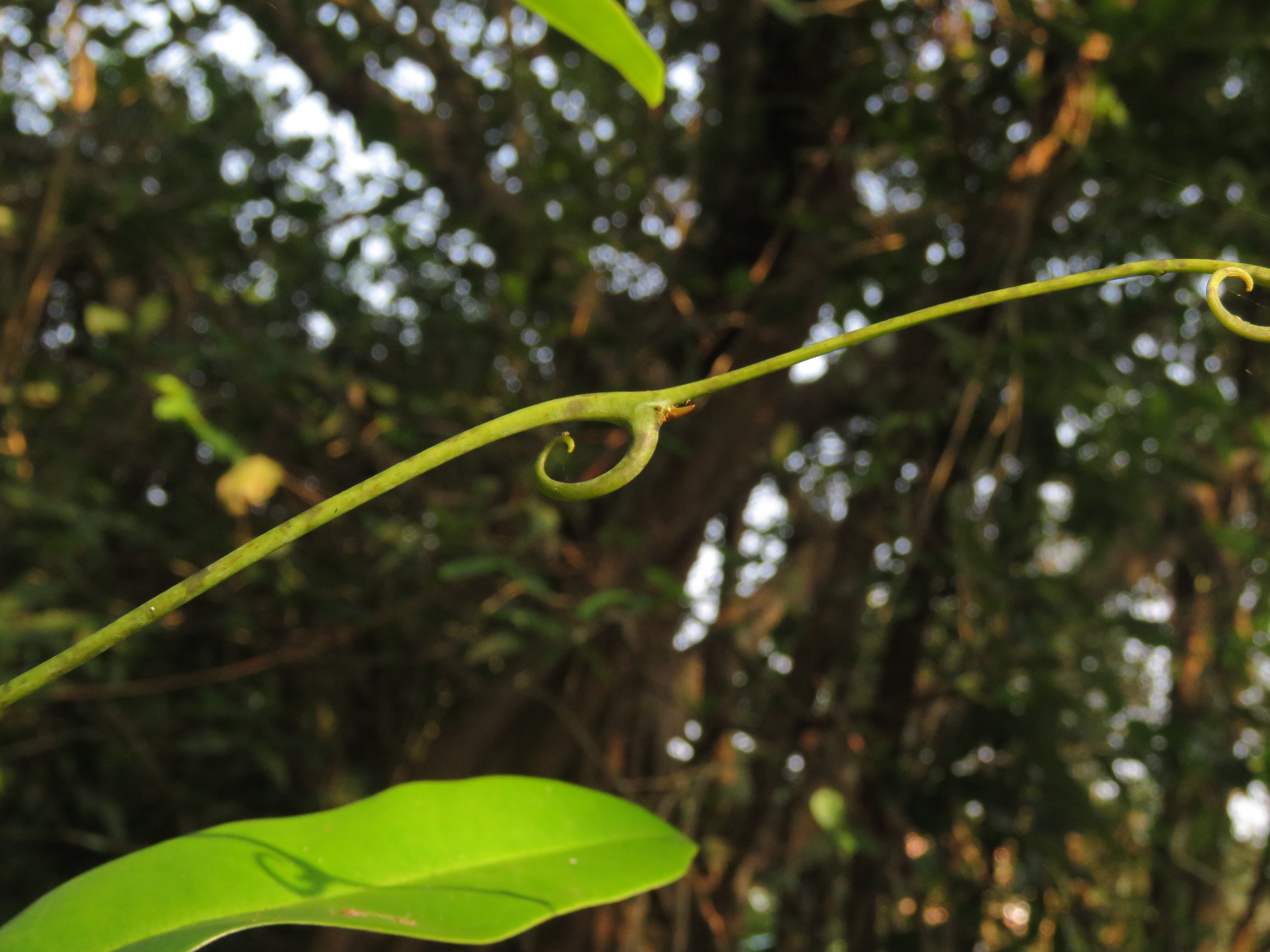
Hákovitá větévka
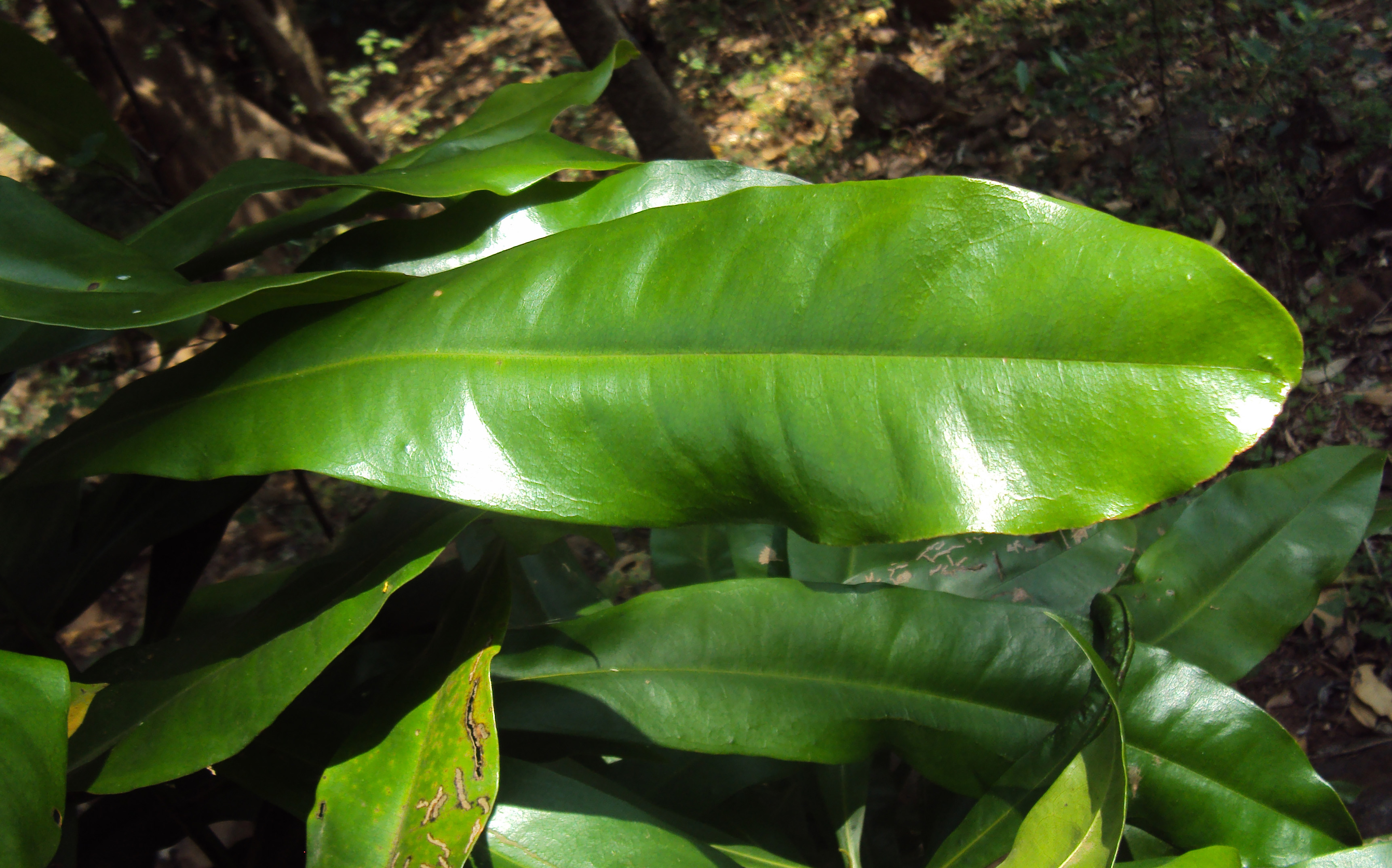
List Ancistrocladus heyneanus

## Rozšíření
Rod Ancistrocladus zahrnuje celkem asi 18 až 20 druhů. Je rozšířen v rovníkové Africe a v tropické Asii od Indii a Srí Lanky přes jižní Čínu
a Indočínu po jihovýchodní Asii. Největší počet druhů (celkem 8) roste ve středozápadní rovníkové Africe.

## Taxonomie
Tachtadžjan řadil čeleď Ancistrocladaceae do samostatného řádu Ancistrocladales v rámci nadřádu Theanae. V Dahlgrenově systému je tato čeleď v řádu Theales, v Cronquistově systému v řádu Violales pospolu s některými dalšími čeleděmi řazenými dnes do řádu hvozdíkotvaré (Caryophyllales).
Sesterskou větví je podle kladogramů APG čeleď Dioncophyllaceae.